# Polkovnik Minkovo, Dobrici
Polkovnik Minkovo (în bulgară Полковник Минково, în română Cabasacal) este un sat în comuna Dobricika, regiunea Dobrici, Dobrogea de Sud, Bulgaria. 
Între anii 1913-1940 a făcut parte din plasa Casim a județului Caliacra, România. 

## Demografie
Componența etnică a satului Polkovnik Minkovo
     Turci (6,14%)
     Bulgari (74,56%)
     Romi (19,29%)
     Nicio identificare (0%)
La recensământul din 2011, populația satului Polkovnik Minkovo era de 228 locuitori. Din punct de vedere etnic, majoritatea locuitorilor (74,56%) erau bulgari, existând și minorități de romi (19,29%) și turci (6,14%). Pentru 0% din locuitori nu este cunoscută apartenența etnică.